# Behind the Mask (piosenka)
Behind the Mask – trzeci singiel Michaela Jacksona z albumu Michael. Podobnie jak Hollywood Tonight w Polsce można go nabyć jedynie w formacie mp3.

## Historia utworu
Quincy Jones usłyszał wersję Yellow Magic Orchestra podczas trwania sesji do albumu Thriller i przyniósł ją Michaelowi Jacksonowi. Michael nagrał piosenkę, dodał kilka linii melodycznych i kilka dodatkowych słów. Prawne walki uniemożliwiły pojawienie się piosenki na Thrillerze. Piosenka pozostała niepublikowana przez następne 20 lat.
Po śmierci Michaela Sony Music ogłosiło, że utwór trafi na nowy album Michael.

## Kompozycja
Piosenkę rozpoczyna solówka na saksofonie. Podczas tej solówki słychać okrzyki, które pochodzą z koncertu Live in Bucharest: The Dangerous Tour. Następnie zaczyna się beatbox, który trwa przez całą piosenkę. Potem zaczyna się wokal Michaela.

## Teledysk

### Behind the Mask Project
7 marca 2011 na specjalnie przygotowanej platformie internetowej zostały udostępnione narzędzia, dzięki którym fani artysty mogli przesłać własne nagrania. Następnie reżyser teledysku, Dennis Liu, wybrał najlepszych 1600 zgłoszeń, które zostały włączone do oficjalnego klipu, opublikowanego 14 czerwca 2011.

## Wydanie singla
„Behind The Mask” pochodzi z wydanego w grudniu 2010 roku pośmiertnego albumu Michaela Jacksona Michael.

## Historia wydania
| Państwo | Data             |
| ------- | ---------------- |
| Francja | 21 lutego 2011   |
| Francja | 11 kwietnia 2011 |
| Włochy  | 12 kwietnia 2011 |
| Polska  | 8 lipca 2011     |

## Oficjalne wersje
Digital Download
1. „Behind the Mask” (Album Version) – 5:03

Promotional Digital Single
1. „Behind the Mask” (Radio Edit) – 3:39

France Promotional CD Single
1. „Behind the Mask” (Radio Edit) – 3:39

## Ranking
| Ranking (2011)               | Pozycja |
| ---------------------------- | ------- |
| Belgia (Walonia Ultratip 50) | 25      |